# Les Bordes-Aumont

Les Bordes-Aumont este o comună în departamentul Aube din nord-estul Franței. În 1 ianuarie 2022 avea o populație de 539 de locuitori.